# 1062. grenadirski polk (Wehrmacht)
1062. grenadirski polk (izvirno nemško 1062. Grenadier-Regiment; kratica 1062. GR) je bil pehotni polk Heera v času druge svetovne vojne.

## Zgodovina
Polk je bil ustanovljen 24. decembra 1944 za 84. pehotno divizijo.